# 三原子水素
三原子水素(Triatomic hydrogen, H3)は、水素のみからなる不安定な三原子分子である。水素原子のみを含む為、最も単純な三原子分子であり、粒子の量子力学的記述を数値的に解くことは比較的容易である。不安定なため、分子は100万分の1秒未満で崩壊する。その短寿命のため稀であるが、宇宙にプロトン化水素分子(H3+)が普遍的にあるため、非常に一般的に形成、破壊が行われている。振動と回転によるH3の赤外線スペクトルは、H3+と非常に近い。初期宇宙では、この赤外線を放出する性質のため、初期水素及びヘリウムガスが急速に冷却されて恒星を形成した。

## 形成
中性分子は、低圧ガス封入管内で生成される。
H3の中性ビームは、気体状カリウム中を通過するH3+がカリウムから電子を与えられることにより形成される。電子供与体として、セシウム等の他の気体状アルカリ金属も用いることができる。H3+は、低圧水素分子中で放電することにより、デュオプラズマトロン中で生成する。これにより、一部のH2がH2+となり、H2 + H2+→H3+ + Hという反応が起こる。この反応は1.7 eVの発熱反応であり、そのため生成したイオンは大きな振動エネルギーを持つ。圧力が十分に大きいと、他の気体と衝突して、冷える。強く振動するイオンは、フランク＝コンドンの原理に従って中和されると、強く振動する中性分子を生成する。

## 崩壊
H3は、以下のように崩壊する。
{\displaystyle \mathrm {H_{3}\quad \longrightarrow \quad H_{3}^{+}\ +\ e^{-}} } 
{\displaystyle \mathrm {H_{3}^{*}\quad \longrightarrow \quad H\ +\ H_{2}} }
{\displaystyle \mathrm {H_{3}^{*}\quad \longrightarrow \quad 3\ H} }

## 性質
この分子は、励起状態のみで存在する。異なる励起電子状態は、核外電子nLΓを示す記号で表される。ここで、nは主量子数、Lは電子角運動量、Γは D3h群から選択した分子対称性である。かっこで囲まれた記号を追加することで、核の振動を表す。{s,dl}という表記で、sは対称伸縮、dは縮退モード、lは振動角運動量を表す。回転を示すために他の文字列が挿入されることもある。(N,G)という表記で、Nは分子の軸に投影した電子外の角運動量、GはG=l+λ-Kで決定されるHougen's convenient quantum numberを表す。構成粒子が全てフェルミ粒子であることから回転状態が制約を受けるため、(1,0)という値を取ることが多い。これらの状態の例としては、2sA1' 3sA1' 2pA2" 3dE' 3DE" 3dA1' 3pE' 3pA2"がある。2p2A2"状態の寿命は、700 nsである。分子がエネルギーを失って反発基底状態に移行しようとすると、自発的に崩壊する。最低エネルギーの準安定状態2sA1'のエネルギーは、H3+とe-よりも低い-3.777 eVのエネルギーを持つが、約1 psで崩壊する。2p2E'と表される不安定な基底状態は、自発的に崩壊して水素分子と水素原子になる。無回転状態は、回転分子よりも長い寿命を持つ。
周囲に非局在化した電子を持つH3+の電子状態は、リュードベリ状態になる。

## 形
分子の形は、正三角形と予想される。分子内振動は、分子が正三角形を保ったまま伸縮するパターン(breathing)と1つの分子がもう1つの分子に対して移動し三角形を歪めるパターン(bending)の2通りがある。後者は双極子を持ち、そのため赤外線放射を伴う。

## スペクトル
ゲルハルト・ヘルツベルクは、1979年、75歳の時に中性H3のスペクトル線を初めて発見した。後に、彼はこの観測は自身のお気に入りの発見の1つであると表明した。この線は、カソード放電管から発生したものだった。ずっと豊富にあるH2のスペクトルに埋もれてしまっていたため、彼以前の観察者はこれを見逃していた。H3を分離できるようになり、単独での観察が可能となっていた。陽イオンの質量分析法を用いると、質量3のH3が質量2のH2から分離できる。しかし、同じ質量3を持つ、重水素を1つ含む重水素化水素HDが混入する。H3のスペクトルは、主により長寿命の2p2A2"状態に移行することによる。スペクトルは、2段階の光イオン化法により測定できる。
より低い2s2A1'状態への遷移は、前期解離と呼ばれる非常に短い寿命の影響を受ける。スペクトル線は広がる。スペクトル中では、P枝、Q枝、R枝の回転によるバンドがある。R枝は、H3同位体異性体では非常に弱いが、D3では強い。
対称伸縮振動モードは、3s2A1'で3213.1cm-1、3d2E"で3168cm-1、2p2A2"で3254cm-1の波数を持つ。曲げ振動周波数もH3+のものと非常に近い。

## 陽イオン
H3+イオンは、星間空間で最も豊富に存在するイオンであり、光子を吸収、放出できる性質から、宇宙の歴史において、初期の恒星を冷却するのに重要な役割を果たしたと考えられている。星間空間で最も重要な化学反応の1つは、
H3+ + e- → H3 → H2 + Hである。

## 計算
分子が比較的単純なため、量子論を用いてab initioで分子の性質を計算する試みが行われてきた。ハートリー＝フォック方程式が用いられている。

## 天然の存在
H3は、H3+の中和により形成される。このイオンは、H2以外の気体の存在で電子を1つ取り込むことにより中和される。そのため、H3は、木星や土星の電離圏でのオーロラ中で形成される。

## 歴史
ジョゼフ・ジョン・トムソンは、陽極線の実験中にH3+を観測した。彼は、1911年頃から、これはH3がイオン化したものだと考えていた。彼は、H3は安定分子であると信じ、これについて書いたり講義したりした。彼は、これを作る最も簡単な方法は、陰極線を水酸化カリウムにぶつけることだと述べた。1913年、ヨハネス・シュタルクは、3つの水素原子核と分子が安定な環状構造を作ると主張した。1919年、ニールス・ボーアは、3つの水素原子核が直線状に並び、3つの電子が中央の原子核の周りを回る構造を提案した。彼は、H3+は不安定であるが、H2-とH+の反応で中性のH3が生成すると信じた。スタンリー・アレンの構造は、電子と原子核が交互に並んだ六角形であった。
1916年、アーサー・ジェフリー・デンプスターは、H3の気体は不安定であると示したが、同時に陽イオンの存在を確認した。1917年、ジェラルド・ウェントとウィリアム・デュアンは、アルファ粒子の雰囲気中にある水素ガスの体積が縮小することを発見し、二原子水素が三原子水素に変換されると考えた。この後、研究者は、活性水素は三原子型になりうると考えるようになった。ジョーゼフ・レヴィーンは、大気中の三原子水素の多さのため、地球が低圧になったと仮定することまでした。1920年、ウェントとランダウアーは、この物質をオゾンとのアナロジーで"Hyzone"と名付けた。かつて、ゴッドフリート・オサンは、自身がオゾンの水素アナログを発見したと信じ、"Ozonwasserstoff"と名付けた。これは希硫酸の電気分解によるもので、当時はオゾンが三原子分子であることは知られておらず、そのため彼も三原子水素とは言わなかった。後に、これは二酸化硫黄の混合物であり水素の新しい形ではなかったことが明らかとなった。
1930年代には、活性水素は硫化水素の混ざった水素であることが分かり、三原子水素は信じられなくなった。量子化学計算により、中性H3は不安定であるがイオン化したH3+は存在しうることが示された。同位体の概念が生まれると、ボーアらは、原子量3のエカ水素があるかもしれないと考えた。この考えは後に三重水素の存在として示されたが、質量分析により分子量3が観測された理由を十分説明できなかった。トムソンは後に、彼が観測した分子量3の分子は重水素化水素であったと考えた。オリオン星雲でネブリウムと呼ばれる新しい元素に起因する線が見られ、原子量が3に近いと計算されてこれがエカ水素ではないかと言われたが、後にイオン化した窒素や酸素であることが分かった。
ヘルツブルクは、中性H3のスペクトルを初めて観測した。これは、基底状態が不安定な分子として初めてリュードベリスペクトルが測定された。